# Příseka
Příseka är en ort i Tjeckien.   Den ligger i regionen Vysočina, i den centrala delen av landet, 90 km sydost om huvudstaden Prag. Příseka ligger 420 meter över havet och antalet invånare är 331.
Terrängen runt Příseka är platt åt nordost, men åt sydväst är den kuperad. Příseka ligger nere i en dal. Runt Příseka är det ganska tätbefolkat, med 54 invånare per kvadratkilometer. Närmaste större samhälle är Havlíčkův Brod, 13,2 km sydost om Příseka. Omgivningarna runt Příseka är en mosaik av jordbruksmark och naturlig växtlighet.